# Cicindela limbalis
Cicindela limbalis este o specie de insecte coleoptere descrisă de Johann Christoph Friedrich Klug în anul 1834. Cicindela limbalis face parte din genul Cicindela, familia Carabidae. Această specie nu are alte subspecii cunoscute.